# Etoloakarnania
Etoloakarnania (Grieks: Αιτωλοακαρνανία, Aetolië-Acarnanië) was een Griekse nomos (regio West-Griekenland), gelegen in het uiterste westen van Centraal-Griekenland (of Roumeli), en ontstaan uit de samenvoeging van de historische landstreken Aetolië (Αιτολία) en Acarnanië. De hoofdstad is Mesolongi. Andere belangrijke plaatsen in Etoloakarnania zijn Agrinion, Vonitsa, Amfilochia en Lepanto (Nafpaktos).

## Geografie
De nomos is een van de waterrijkste gebieden van Griekenland. Het gedeelte tussen de rivieren Mornos en Evinos (Ευηνός) is bergachtig, dat tussen de Acheloös en de Evinos is weidser en vlakker. In het Etolische deel ligt het grote, 18 m diepe meer Trichonida (in de Oudheid Trichonis), dat via een kanaal in verbinding staat met zijn zustermeer Lysimachia. In Akarnania liggen de meren Ozeros en Ambrakia. In het dal van de Acheloös liggen ook de kunstmatige meren van Kremasta (dat de grens vormt met de nomos Evrytania) en Kastraki.

## Geschiedenis
De bewoners van Aetolia hadden niet zo'n goede reputatie bij Atheners als Thucydides: deze beschouwde de Aetoliërs als halfbarbaars en ongeciviliseerd, maar het is niet duidelijk of zijn oordeel gebaseerd is op eigen waarneming dan wel op informatie "van horen zeggen". Vooral de woeste stammen van het Aetolische binnenland moesten het ontgelden: sommigen, zoals de Eurytanes, zouden zelfs rauw vlees gegeten hebben. Deze traditie van wildheid en gebrek aan geciviliseerde manieren zal wel niet de reden zijn waarom Evritania sinds de Tweede Wereldoorlog een zelfstandige nomos werd. Ook de Akarnaniërs stonden bekend als woest en ongemanierd, en leefden van de zeeroverij.

## Plaatsen[2]
Door de bestuurlijke herindeling (Programma Kallikratis) werden de departementen afgeschaft vanaf 2011. Het departement “Etolia-Akarnania” werd een regionale eenheid (perifereiaki enotita). Er werden eveneens gemeentelijke herindelingen doorgevoerd, in de tabel hieronder “GEMEENTE” genoemd.
| Plaats               | Hoofdplaats (vroeger) | Postcode | GEMEENTE             | Hoofdplaats van de gemeente |
| -------------------- | --------------------- | -------- | -------------------- | --------------------------- |
| Agrinio              |                       | 301 00   | Agrinio              | Agrinio                     |
| Aitoliko             |                       | 304 00   | Mesolongi, Ieri Poli | Mesolongi, Ieri Poli        |
| Alyzia               | Kandila               | 300 19   | Xiromero             | Astakos                     |
| Amfilochia           |                       | 305 00   | Amfilochia           | Amfilochia                  |
| Anaktorio            | Vonitsa               | 300 02   | Aktio-Vonitsa        | Aktio-Vonitsa               |
| Angelokastro         |                       | 304 00   | Agrinio              | Agrinio                     |
| Antirrio             |                       | 300 20   | Nafpaktos            | Nafpaktos                   |
| Apodotia             | Ano Chora             | 300 23   | Nafpaktos            | Nafpaktos                   |
| Arakynthos           | Papadates             | 300 11   | Agrinio              | Agrinio                     |
| Astakos              |                       | 300 06   | Xiromero             | Astakos                     |
| Chalkeia             | Gavrolimni            | 300 14   | Nafpaktos            | Nafpaktos                   |
| Fyteies              |                       |          | Xiromero             | Astakos                     |
| Inachos]             | Chalkiopoulo          | 300 17   | Amfilochia           | Amfilochia                  |
| Makryneia            | Gavalou               | 300 15   | Agrinio              | Agrinio                     |
| Medeon               | Katouna               |          | Aktio-Vonitsa        | Aktio-Vonitsa               |
| Menidi               |                       | 300 16   | Amfilochia           | Amfilochia                  |
| Mesolongi, Ieri Poli |                       | 302 00   | Mesolongi, Ieri Poli | Mesolongi, Ieri Poli        |
| Nafpaktos            |                       | 303 xx   | Nafpaktos            | Nafpaktos                   |
| Neapoli              |                       |          | Agrinio              | Agrinio                     |
| Oiniades             | Neochori              | 300 01   | Mesolongi, Ieri Poli | Mesolongi, Ieri Poli        |
| Palairos             |                       |          | Aktio-Vonitsa        | Aktio-Vonitsa               |
| Panaitoliko          | Skoutera              |          | Agrinio              | Agrinio                     |
| Parakampylia         | Agios Vlasios         |          | Agrinio              | Agrinio                     |
| Paravola             |                       |          | Agrinio              | Agrinio                     |
| Platanos             |                       | 300 22   | Nafpaktos            | Nafpaktos                   |
| Pyllini              | Simos                 |          | Nafpaktos            | Nafpaktos                   |
| Stratos              |                       | 301 00   | Agrinio              | Agrinio                     |
| Thermo               |                       | 300 08   | Thermo               | Thermo                      |
| Thestieis            | Kainourgio            | 300 05   | Agrinio              | Agrinio                     |